# Pluto (dværgplanet)
 For alternative betydninger, se Pluto. (Se også artikler, som begynder med Pluto)
Pluto er en dværgplanet beliggende i Kuiperbæltet i udkanten af vores solsystem. Den er opkaldt efter Pluton, den romerske gud for dødsriget, svarende til Hades i den græske mytologi.
Percival Lowell begyndte i 1905 at lede efter Planet X. Han var overbevist om, at der måtte ligge en 9. planet udenfor Neptun, da der var fundet uoverensstemmelser i Neptuns bane. Det var uoverensstemmelser af den samme slags, som havde ført til opdagelsen af Neptun i 1846. Lowell nåede desværre aldrig selv at finde planeten, men 13 år efter hans død ansatte Lowell Observatoriet, som han selv havde grundlagt, en 26-årig amatørastronom ved navn Clyde Tombaugh, som i 1929 begyndte en systematisk fotografisk kortlægning af ekliptika. Det var denne forskning, der i 1930 førte til, at Clyde Tombaugh fandt Pluto, som officielt blev klassificeret som en planet. På det tidspunkt kendte man intet til Kuiperbæltet, men siden har det vist sig, at Pluto er temmelig forskellig fra alle de andre otte planeter i solsystemet med hensyn til både størrelse, sammensætning og dens excentriske omløbsbane om Solen — til gengæld ligner Pluto de øvrige objekter, man har fundet i Kuiperbæltet, og er muligvis ikke det største af disse, og af den grund herskede en del debat om, hvorvidt Pluto og andre Kuiperbælte-objekter burde klassificeres som planeter. Den Internationale Astronomiske Union vedtog imidlertid ved afstemningen d. 24. august 2006, at Pluto og de øvrige himmellegemer i bæltet ikke kan klassificeres som planeter, og Pluto blev omklassificeret til en dværgplanet.

## Opdagelse
De første "spor" af planeten Neptun var de "forstyrrelser", som dens tyngdekraft forårsagede på Uranus' bane omkring Solen. Og da det siden viste sig, at Neptun tilsyneladende også blev "forstyrret" i sin færd omkring Solen, opstod straks en teori om en ukendt "Planet X", hvis tyngdekraft kunne forklare afvigelserne i Neptuns bane.
Ved Lowell-observatoriet i Arizona, USA, var Clyde W. Tombaugh beskæftiget med rutinearbejdet i "jagten" på Planet X: at optage fotografiske billeder på glasplader ved hjælp af observatoriets teleskop, og i et blinkmikroskop sammenligne billeder taget af samme område af himlen på forskellige tidspunkter.
Og den 18. februar 1930 var der "gevinst": en lysplet havde flyttet sig på to billeder fra den 23. og 29. januar samme år. Der blev taget flere billeder for at bekræfte fundet, og den 13. marts sendte observatoriet nyheden om opdagelsen pr. telegraf til Harvard-universitetet. Man har siden hen opdaget, at Pluto tilfældigvis er kommet med på flere billeder taget så tidligt som den 13. marts 1915.
Pluto er dog alt for lille og har alt for svag tyngdekraft til at være "kilden" til de forstyrrelser, man mente at have observeret i Neptuns bane om Solen, og man har senere fundet ud af, at afvigelsen i virkeligheden skyldtes et forkert tal for Neptuns masse.

## Navngivning
Direktøren for Lowell-observatoriet, Vesto Melvin Slipher, blev opfordret til at skynde sig at fremsætte et forslag til et navn på det nyopdagede himmellegeme. Det strømmede ind med navneforslag fra alle egne af verden; mange af dem navne hentet i den romerske og græske mytologi, eftersom mange andre planeter og måner traditionelt er opkaldt efter mytologiske figurer. Valget af navn blev ikke lettere af, at mange af de mytologiske navne på det tidspunkt var blevet brugt på forskellige småplaneter; næsten alle navne på kvindelige mytologiske skikkelser var blevet brugt før, og navne på mandlige figurer i mytologien blev almindeligvis forbeholdt objekter med usædvanlige omløbsbaner.
Navnet "Pluto", som har vundet udbredelse i dag, blev foreslået af en dengang 11 år gammel pige, Venetia Burney, fra Oxford i England. Hendes bedstefar, der arbejdede på Oxford Universitets Bodleian Library, læste om opdagelsen i avisen The Times og spurgte barnebarnet, hvad hun ville kalde det "nye" himmellegeme. Og eftersom denne verden måtte være langt væk fra Solen og derfor temmelig kold, mente Venetia, at navnet på den romerske gud for underverden måtte være passende. Professor Herbert Hall Turner telegraferede dette forslag til sine kolleger i USA, og efter en næsten énstemmig votering blev navnet Pluto valgt og formelt annonceret af direktør Slipher den 1. maj 1930. Et symbol for Pluto er  og er Percival Lowells initialer. Et andet er .

## Kredsløb om Solen
Plutos omløbsbane omkring Solen er temmelig usædvanlig sammenlignet med banerne for de otte planeter i solsystemet: mens disse otte planeter "færdes" i næsten det samme fælles plan (ekliptika), så hælder Plutos baneplan med over 17 grader i forhold til ekliptika.
Hvis man havde valgt at klassificere Pluto som en planet, så ville Pluto have haft den suverænt største baneexcentricitet; Plutos bane er mere "aflang" end nogle af de otte planeter i Solsystemet. Når Pluto er nærmest Solen, kommer den faktisk inden for Neptuns bane: i nogle få af de godt 248 år, det tager Pluto at fuldføre et omløb, er det faktisk Neptun, der er den "yderste" planet i Solsystemet — sidste gang det skete, varede det i 20 år fra 7. februar 1979 til 11. februar 1999, men beregninger tyder på, at den periode, hvor Pluto ligger inden for Neptuns bane, veksler mellem ca. 13 og ca. 20 år. Forrige gang, Pluto lå inden for Neptun-banen, varede det blot 14 år, fra 11. juli 1735 til 15. september 1749, og et "Pluto-år" tidligere varede fænomenet næsten præcis samme 20 år som i 1979–1999; fra 30. april 1483 til 23. juli 1503.
Der er et temmelig præcist 3:2-forhold mellem den tid, det tager hhv. Neptun og Pluto at fuldføre et kredsløb om Solen, så tyngdepåvirkningen fra Neptun "forstyrrer" Plutos bane i et regelmæssigt "mønster", jf. resonans. Ved hver "forstyrrelse" skifter Pluto frem og tilbage mellem to en anelse forskellige omløbsbaner, hvilket forklarer 20- og 13-års-perioderne for Plutos "færdsel" inden for Neptunbanen.

## Fysiske egenskaber
Indtil Plutos største måne Charon blev opdaget i 1978, kunne man kun gætte på Plutos størrelse og masse. Charons banedata afslørede den samlede masse for begge himmellegemer, og den viste sig at være meget lavere, end man havde gættet på indtil da. Da Charon på et tidspunkt bevægede sig ind foran Pluto, kunne man med lidt tidtagning regne sig frem til Plutos diameter; den viste sig også at være markant mindre end antaget.
De "kvalificerede gæt" man havde støttet sig til inden opdagelsen af Charon, var baseret på den albedo (evne til at tilbagekaste lys), som man mente, Plutos overflade måtte have. Da Pluto nu viste sig mindre end hidtil antaget, måtte man omvendt revidere tallet for Plutos albedo opad for at få det hele til at stemme med den mængde lys, man så fra Pluto.

### Størrelse og masse
Pluto er meget mindre end Solsystemets otte planeter både med hensyn til masse og diameter. Omkring planeterne kender man sågar syv måner, der er større end Pluto: Jordens egen Måne, og Jupiters galileiske måner Io, Europa, Callisto og Ganymedes er alle tungere end Pluto, ligesom Saturn-månen Titan og Neptun-månen Triton er det.
På den anden side er Pluto mere end dobbelt så stor og mange gange tungere end Ceres, den hidtil største kendte asteroide – nu er Ceres også en dværgplanet. Og indtil opdagelsen af Eris i 2005 var Pluto samtidig større end alle andre kendte trans-neptunske objekter (himmellegemer med baner udenfor Neptuns).
Udover at Pluto skiller sig ud på størrelse og masse, skiller planten sig også ud i opbygning af dens indre. Pluto består nemlig primært af is og sten.  Dette mener forskere, da Plutoes massefylde er lav. 

### Atmosfære
Plutos atmosfære blev afsløret i 1988 (et tidspunkt hvor Pluto var nærmest Solen), da man observerede himmellegemet bevæge sig ind foran en stjerne: når en planet uden atmosfære gør dette, forsvinder lyset fra stjernen brat, men for Plutos vedkommende svækkedes lyset gradvist, inden det forsvandt helt. Ud fra denne gradvise svækkelse af lyset har man regnet sig frem til, at atmosfærens tryk ved Plutos overflade er ca. 0,15 Pa.
Atmosfæren består efter al sandsynlighed af kvælstof og kulilte på gasform i ligevægt med de samme "frosne" stoffer på himmellegemets overflade. Ifølge den teori skulle atmosfæretrykket dale, når Pluto bevæger sig længere væk fra Solen og derfor bliver koldere.
Men i 2002 blev Pluto igen observeret, mens den passerede ind foran en fjern stjerne i baggrunden, denne gang af to hold astronomer under ledelse af hhv. Bruno Sicardy og Jim Elliot. Deres resultater tydede på et atmosfæretryk ved overfladen på 0,3 Pa; dobbelt så meget som i 1988, hvor Pluto var tættere på Solen end i 2002.
Den indtil nu bedste teori til at forklare dette er, at Plutos sydpolare egne netop i 1987 fik Solen "at se" for første gang i over 120 år, hvorved ekstra kvælstof sublimerede fra disse egne: sådan et "ekstra tilskud" af kvælstofdampe til atmosfæren vil være årtier om at udfældes i frossen tilstand på overfladen igen.
Tholiner, der er heteropolymere organiske forbindelser, antages at give Plutos atmosfære et blåt skær.

## Plutos måner
Pluto har i skrivende stund fem kendte måner: Charon, som blev opdaget i 1978 og to mindre måner, Nix og Hydra, der blev opdaget i 2005, den lille måne P4, der blev opdaget i 2011, samt S/2012 der er fundet af Hubble-teleskopet i 2012.

### Charon
Charon udmærker sig ved at være den største måne i forhold til sin "moderplanet"; den er godt og vel halvt så stor som Pluto selv. Barycenteret; det fælles tyngdepunkt som Pluto og Charon kredser om, ligger udenfor Plutos overflade — det ses ikke hos nogen planet i Solsystemet, og af den grund mener nogle astronomer, at Pluto/Charon burde klassificeres som en dobbeltplanet.
Pluto og Charon har indbyrdes bunden rotation, ganske som Jordens måne altid vender det samme, velkendte "ansigt" mod Jorden, vender Charon altid den samme side mod Pluto. Mere usædvanligt er det, at Pluto også altid vender samme side mod Charon.
Ifølge tidligere teorier, der nu er forkastet, skulle Pluto og Charon være et par af Neptuns måner, der på en eller anden led var blevet "smidt ud" af deres baner omkring Neptun, men i dag mener man, at Pluto aldrig nogensinde har kredset om Neptun. Omvendt menes Neptun-månen Triton at være et tidligere kuiperbælte-objekt i stil med Pluto, som er blevet indfanget i kredsløb om Neptun.

### De ydre måner
Den 15. maj 2005 lykkedes det astronomer at tage billeder af to "nye" Pluto-måner, kaldet Hydra (P3) og Nix (P2), ved hjælp af Hubble-rumteleskopet: de er begge temmelig små, 50-150 kilometer i diameter sammenlignet med Charons 1200 km.
Den fjerde måne Kerberos (P4), opkaldt efter den trehovedede hund Kerberos, som vogter indgangen til dødsriget, blev opdaget i juli 2011. Kerberos anslås at være 13–34 km i diameter og er 59.000 km fra Pluto. Den femte måne Styx (P5), opkaldt efter floden Styx, der løber uden om dødsriget, blev opdaget i juli 2012. Styx anslås at være 10–25 km i diameter og 42.000 km fra Pluto.

## Udforskning af Pluto
Pr. 2005, 75 år efter opdagelsen, ved man endnu ikke ret meget om Pluto; den har, modsat de otte planeter i Solsystemet, endnu ikke haft besøg af menneskeskabte rumsonder, og på grund af den store afstand er det begrænset, hvad man kan "se" og måle vedrørende Pluto fra observatorier her på Jorden.
Det lå ellers i "ruteplanen" for rumsonden Voyager 1, at den skulle nå ud til Pluto, men man valgte i stedet at lade sonden flyve tæt forbi Saturn-månen Titan i stedet for tæt forbi Saturn selv, selv om en tæt forbiflyvning af Saturn var nødvendig for at få Voyager 1 til at nå Pluto. På det tidspunkt kendte man hverken til Charon eller Plutos atmosfære.
NASA opsendte den 500 kg tunge rumsonde New Horizons d. 19. januar 2006; den 14. juli 2015 blev New Horizons det første menneskeskabte rumfartøj, der fløj forbi dværgplaneten Pluto med 50.000 km/t. New Horizons mission er at studere Plutos og Charons overflader samt Plutos atmosfære. Rumsonden medbringer en lille portion aske fra Clyde Tombaugh (1906-1997).

## Pluto – planet eller ej?
Pluto er "udbyttet" af jagten på den hypotetiske Planet X, som skulle forklare nogle afvigelser i Neptuns bane, men det stod hurtigt klart, at Pluto ikke rigtig var, hvad man havde forventet: den er slet ikke massiv nok til at give anledning til de afvigelser, man mente at se i Neptuns bevægelser (og som i øvrigt skyldtes en fejl i beregningerne). Indtil man med opdagelsen af Charon endeligt fik fastslået Plutos størrelse og masse, var der sågar teorier fremme om, at Pluto kunne være en mørk men meget "blank" klode, så den lille lysplet, man kunne se, blot var en lille skarp lysrefleks på den blanke overflade af et meget større himmellegeme — et himmellegeme stort nok til at forårsage de formodede afvigelser i Neptunbanen.
Men Pluto er markant mindre end alle de kendte planeter. Til gengæld er den markant større end de største småplaneter, så hvilken kategori hører den til? Siden 1992 har man fundet hundredvis af trans-Neptunske objekter, som alle klassificeres som småplaneter. Det pustede liv i debatten om, hvorvidt Pluto hørte til samme "kategori" som de øvrige otte planeter i Solsystemet, eller om den skulle kategoriseres som et af de største trans-Neptunske objekter.
På generalforsamlingen i den internationale Astronomiske Union i Prag den 14. til 25. august 2006 tog man den historiske beslutning, at Pluto ikke længere kaldes en planet. En af hindringerne er, at den krydser Neptuns bane, og en planet må ifølge den nye definition ikke krydse en anden planets bane. Pluto vil fremover stadig betegnes -planet, men nu kun dværgplanet. Repræsentanternes hus i den amerikanske delstat New Mexico vedtog i 2007, at Pluto skulle anses som planet, når den var over New Mexicos himmel og dedikerede den 13. marts samme år til Pluto Planet Day. Det samme gjorde senatet i Illinois i 2009.

## Fodnote
1. ↑  Prasz, Line, Pluto er ikke længere en planet Arkiveret 29. september 2007 hos  Wayback Machine, 24. august 2006.
2. ↑  John Lewis, red. (2004). Physics and chemistry of the solar system (2 udgave). Elsevier. s. 64.
3. ↑  JPL/NASA (2015-04-22). "What is a Dwarf Planet?". Jet Propulsion Laboratory. Hentet 2022-01-19.
4. ↑  "De fem dværgplaneter | Ugens Astronomibillede". Arkiveret fra originalen 22. september 2022. Hentet 16. september 2022.
5. ↑  Opdagelsen af Pluto - Planetens opbygning
6. ↑  "Farvebillede afslører: Plutos himmel er blå. Videnskab.dk". Arkiveret fra originalen 17. februar 2018. Hentet 11. oktober 2015.
7. ↑  Pluto Has Another Moon, Hubble Photos Reveal, 20. juli 2011
8. ↑  Sorry, Trekkies: Pluto moons dubbed Styx and Kerberos (and not Vulcan) Alan Boyle 2. juli 2013
9. ↑  Gutierrez, Joni Marie (2007). "A joint memorial. Declaring Pluto a planet and declaring March 13, 2007, 'Pluto planet day' at the legislature". Legislature of New Mexico. Hentet 20. oktober 2015.
10. ↑  "Illinois General Assembly: Bill Status of SR0046, 96th General Assembly". ilga.gov. Illinois General Assembly. Hentet 20. oktober 2015.